# Prema Racing
Prema Racing (ehemals bis 2022 Prema Powerteam) ist ein italienisches Rennsportteam mit Hauptsitz in Mailand, das 1983 von Angelo Rosin und Giorgio Galvanin gegründet wurde. 1994 wurde der Name in Prema Powerteam geändert. Das Motorsportteam ist aktuell in der Formel 2, Formel 3, deutschen sowie italienische Formel 4, Formula Regional European Championship, der FIA-Langstrecken-Weltmeisterschaft, der F1 Academy und der IndyCar Series vertreten.

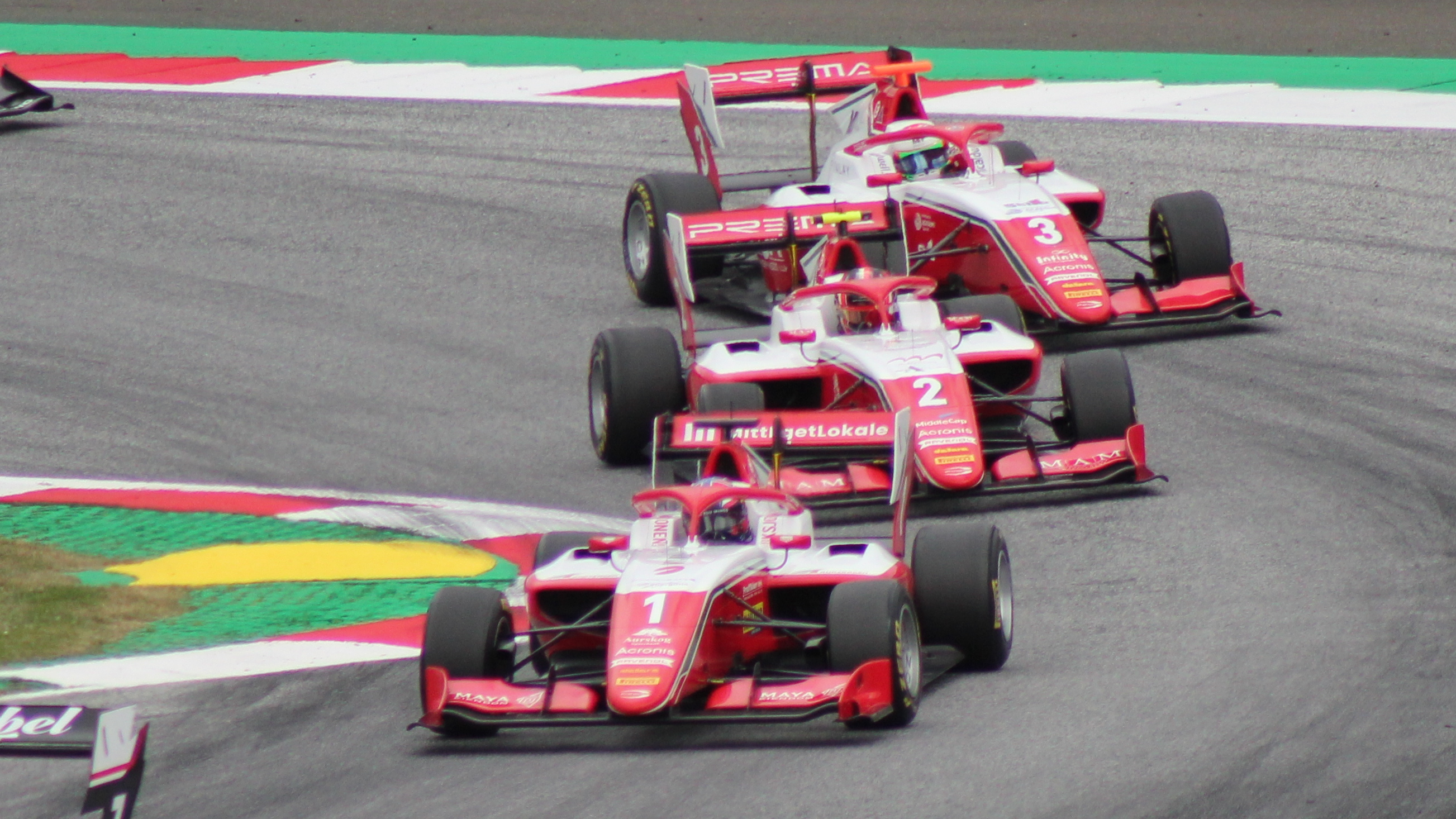
Prema in der FIA-Formel-3-Meisterschaft 2021

## Geschichte
Von 2000 bis 2007 war Prema Partner von Toyota Racing für deren Young Drivers Program. In den folgenden Jahren wurde Prema außerdem zum Partner vieler aktueller Formel-1-Teams, wie etwa Renault, Mercedes, Red Bull und Ferrari. Anfang April 2024 gab Prema bekannt, für 2025 in die IndyCar Series einzusteigen.
Zu den aktuellen Formel-1-Fahrern, die für Prema an den Start gingen, zählen Pierre Gasly, Charles Leclerc, Lance Stroll, George Russell, Esteban Ocon, Oscar Piastri, Oliver Bearman und Andrea Kimi Antonelli.

## Formel 2
Seit 2016 startet das Team in der GP2-Serie und ist aktuell nach der Umbenennung in FIA-Formel-2-Meisterschaft immer noch vertreten.

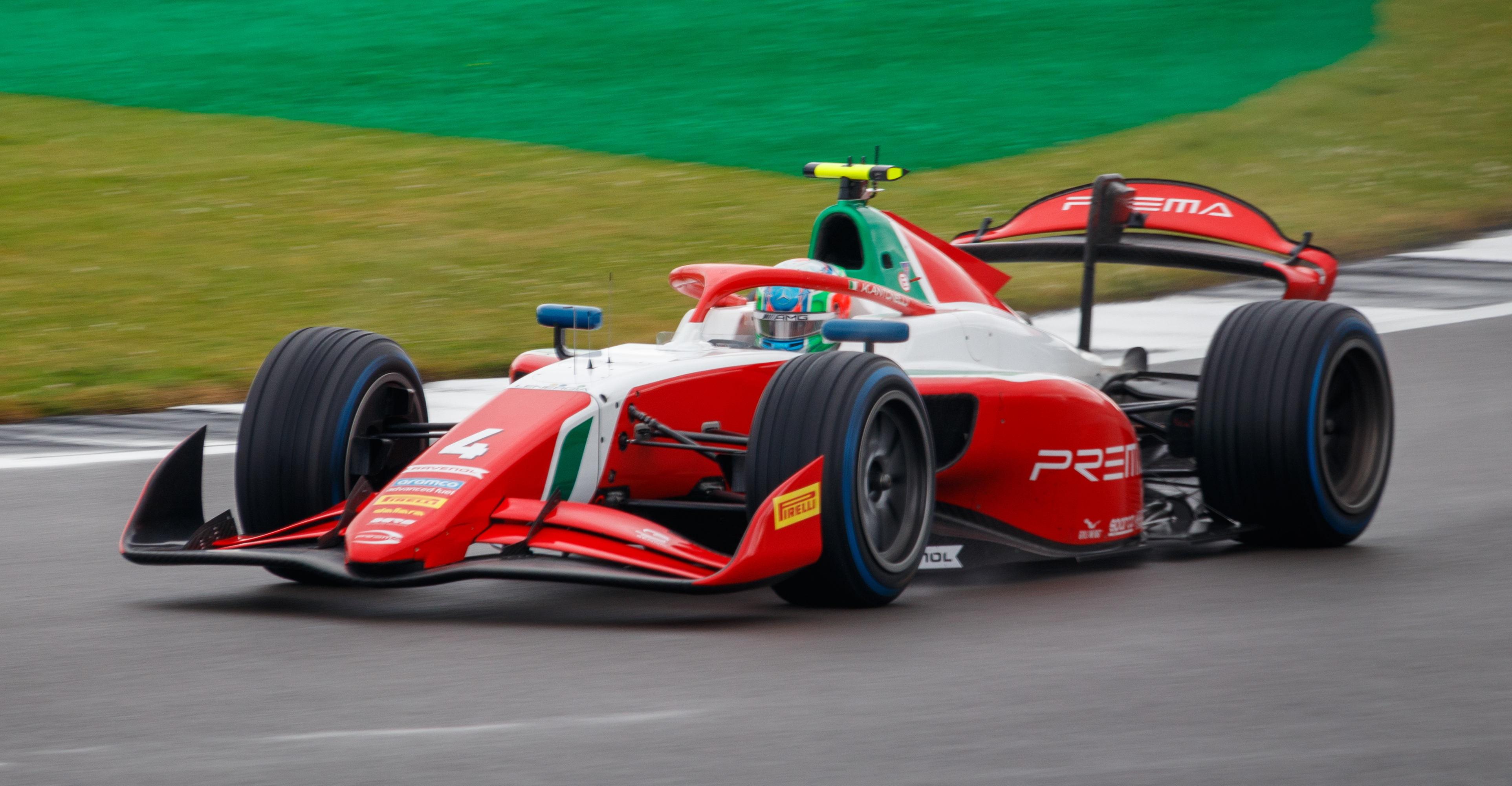
Prema in der FIA-Formel-2-Meisterschaft 2024

2016 wurde man Meister in der Teamwertung, 2017 unterlag man sehr knapp dem russischen Team Russian Time und 2018 erzielte man den fünften Platz in der Teamwertung. 2016 wurden noch dazu beide Fahrer, die Formel-1-Fahrer Pierre Gasly und Antonio Giovinazzi, Erster und Zweiter in der Fahrerwertung.
2019 startete man mit der Fahrerpaarung Mick Schumacher und Sean Gelael in die neue Saison.
Für die Saison 2020 wurde Gelael durch den amtierenden Formel-3-Champion Robert Schwarzman ersetzt. 2020 konnte Mick Schumacher den Titel in der Formel 2 gewinnen und stieg 2021 in die Formel 1 als Pilot für Haas F1 auf.
2021 ging Robert Schwarzman erneut für Prema an den Start, Mick Schumacher, der zu Haas in die Formel 1 aufstieg, wurde durch Oscar Piastri ersetzt. Da Piastri die Meisterschaft 2021 für sich hatte entscheiden können, durfte er nicht mehr als Pilot in der Formel 2 starten; er und Schwarzman wurden 2022 durch Dennis Hauger und Jehan Daruvala ersetzt.
2023 tauschte Prema erneut beide Fahrer der Vorsaison aus und startete mit Frederik Vesti und Oliver Bearman. Vesti wurde in dieser Saison Vizemeister.

## Formel 3

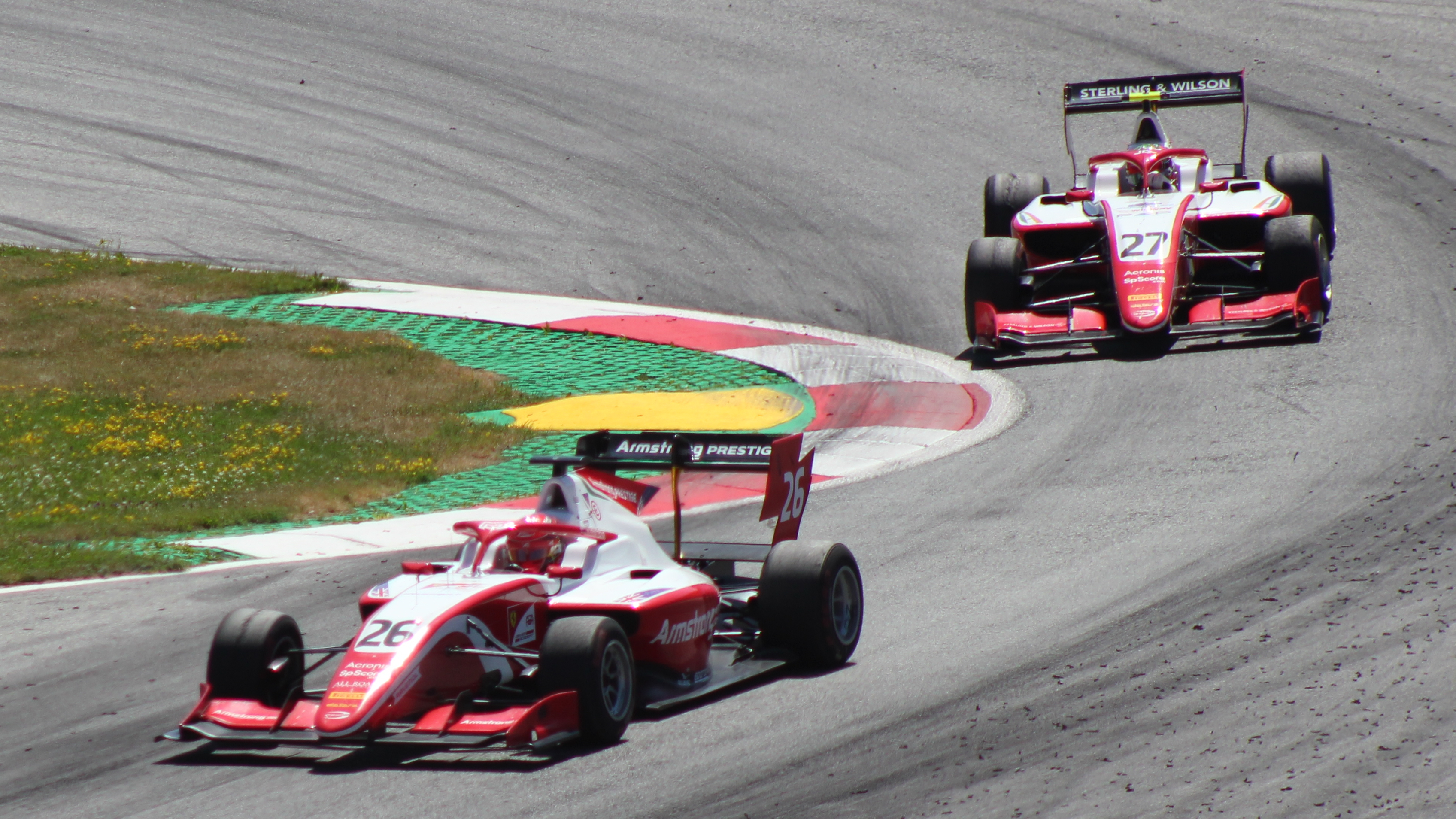
Zwei Prema-Einsatzwagen der FIA-Formel-3-Meisterschaft 2019

Seit der Wiedereinführung 2012 trat das Team in der europäischen Formel-3-Meisterschaft an und gewann die Serie sechs Mal, unter anderem mit den Formel-1-Fahrern Esteban Ocon und Lance Stroll sowie mit Mick Schumacher, dem Sohn des siebenfachen-Formel-1-Weltmeisters Michael Schumacher.
Seit 2019 tritt das Team ebenfalls in der neu geschaffenen FIA-Formel-3-Meisterschaft an und gewann zuletzt mit Robert Schwarzman, Jehan Daruvala und Marcus Armstrong die Fahrer- sowie Teamwertung. Prema erzielte bisher vier Siege, jeweils das Sprint- und Hauptrennen in Spanien und Frankreich, in dieser Meisterschaft. In Spielberg konnte man im Sprintrennen die Plätze zwei und drei sichern, nachdem man das Rennen lange angeführt, in der letzten Runde aber wegen einer Kollision zwischen Armstrong und Schwarzman die Führung verloren hatte. Armstrong rutschte auf Platz 19 ab und Schwarzman überquerte zwar als Erster die Ziellinie, wurde aber im Nachhinein eine Fünf-Sekunden-Strafe erteilt und verlor damit den ersten Platz. Der dritte Prema-Fahrer Daruvala erbte den dritten Platz.
Für die Saison 2020 ging Prema mit dem u diesem Zeitpunkt amtierenden Formula-Regional-Meister Frederik Vesti, dem Formel-Renault-Meister und Renault-Driver-Academy-Piloten Oscar Piastri sowie mit Logan Sargeant an den Start.
2021 startete man mit Dennis Hauger, der in dieser Saison Meister wurde, Arthur Leclerc (jüngerer Bruder des ebenfalls ehemaligen Prema-Fahrer Charles Leclerc) und Olli Caldwell.
2022 bestand das Trio für Prema aus Arthur Leclerc, Jak Crawford und Oliver Bearman. Letzterer konnte den dritten Platz in der Gesamtwertung einfahren.
2023 stellte man ein komplett neues Fahrergespann auf, welches aus Paul Aron, Dino Beganovic und Zak O’Sullivan bestand. O’Sullivan konnte den zweiten und Aron den dritten Platz in der Gesamtwertung einfahren. Prema wurde Erster in der Teamwertung.

## Formel 4
2014 und 2015 stieg Prema in die neu gegründeten italienische Formel 4 und deutsche Formel 4 ein und ist seit deren Bestehen vertreten. Die italienische Serie gewann das Team jeweils 2014, 2015, 2016 und 2018. 2017 musste man sich als Zweiter dem italienischen Team Bhaitech geschlagen geben. 2019 wurde Prema hinter Van Amersfoort Racing erneut Zweiter.
Die deutsche Serie gewann man jeweils 2016 und 2017. 2018 wurde man dritter hinter Charouz Racing System und Van Amersfoort Racing. 2019 erreichte das Team wieder den dritten Rang in der Teamwertung.

## Formula Regional European Championship
2019 trat Prema in der neuen Rennserie Formula Regional European Championship an und gewann neben der Teamwertung auch die Fahrermeisterschaft durch Frederik Vesti. Dabei konnte Vesti 13 Rennen gewinnen.
In der Saison 2020 tritt das Team mit Gianluca Petecof und dem Ferrari Academy Fahrer Arthur Leclerc, dem Bruder des Formel 1 Fahrer Charles Leclerc, an.

## Sportwagenrennen

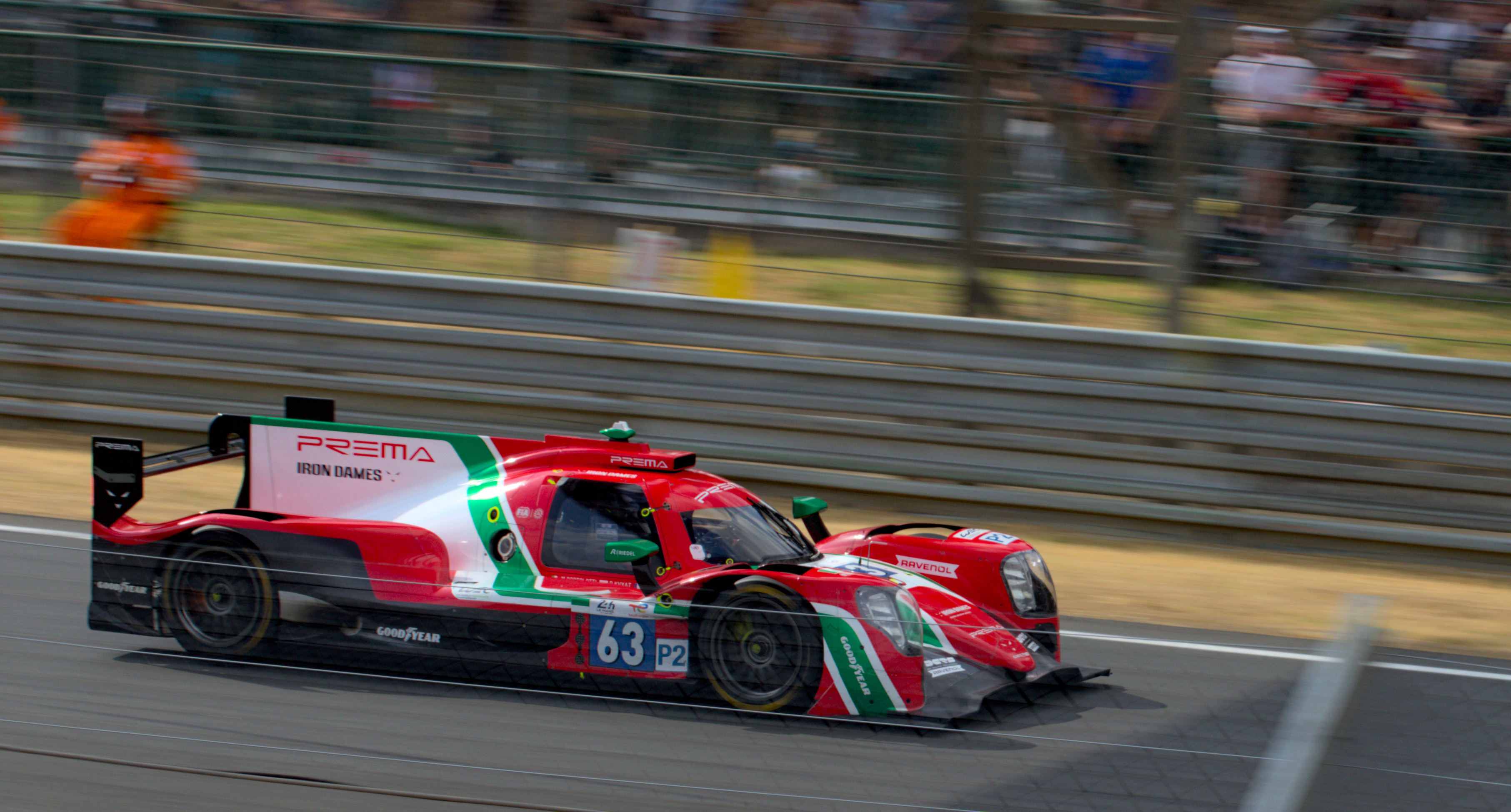
Ein Prema-Einsatzwagen beim 24-Stunden-Rennen von Le Mans 2023

Erster Einsatz von Prema Powerteam bei Sportwagenrennen war im Jahr 2022 in der European Le Mans Series. Man nahm in der LMP2-Klasse mit einem Oreca 07 teil und konnte, mit 4 Rennsiegen, die Teamwertung gewinnen. Dauerhaft eingesetzte Fahrer auf den Fahrzeug waren Louis Deletraz und Ferdinand Zvonimir Habsburg-Lothringen, die auch die Fahrerwertung gewinnen konnten. Unterstützt wurden sie teilweise von Juan Manuel Correa. Im darauf folgenden Jahr, stieg man mit zwei Oreca 07, in die LMP2-Klasse der FIA-Langstrecken-Weltmeisterschaft auf.